# 哨子河乡
哨子河乡，是中华人民共和国辽宁省鞍山市岫岩满族自治县下辖的一个乡镇级行政单位。

## 行政区划
哨子河乡下辖以下地区：
振江村、马道岭村、永贵村、冰沟村、虎岭村、松树沟村和哨子河村。